# Imagine Software
Imagine Software était une société britannique d'édition et de développement de jeu vidéo, basée à Liverpool. Fondé à la fin de l'année 1982 par d'anciens employés de Bug-Byte, la société a connu une ascension aussi fulgurante qu'éphémère, tombant en faillite en 1984. 
Les employés de la société ont alors rejoint le principal concurrent, Ocean Software, ou encore sont partis fonder Psygnosis ou Denton Designs. Le catalogue de jeux a été récupéré par la société Beau Jolly. La marque Imagine a été racheté par la compagnie Ocean Software, qui en a fait, jusqu'à la fin des années 1980, son label d'édition préférentiel pour ses adaptations de jeux d'arcade. 

## Productions
Les jeux ont principalement été développés pour les ordinateurs personnels Commodore VIC-20, ZX Spectrum et Commodore 64. Durant sa courte existence, la société a acquis la réputation de créer des jeux aux concepts originaux. 
Arcadia (1982), le premier jeu de la société, a été développé par David H. Lawson (Barbarian). Il s'agit d'un shoot them up fixe dans la veine de Space Invaders. Commercialisé sur VIC-20 et ZX Spectrum, il a connu un certain succès et fut adapté sur C64 en 1984.
- Ah Diddums (1983)
- Alchemist, un jeu d'action-aventure de Ian Weatherburn
- Bewitched
- Jumping Jack
- Molar Mau
- Schizoids
- Stonkers
- Zip Zap
- Zzoom
- BC Bill (1984)
- Cosmic Cruiser
- Bandersnatch (annulé, cf. Brataccas)
- Psyclapse (annulé)